# Udubidae
Udubidae – rodzina pająków z infrarzędu Araneomorphae.
Takson ten wprowadzony został w 2015 roku przez Charlesa E. Griswolda i Daniele Polotow na podstawie przeprowadzonej przez nich i A. Carmichael analizy filogenetycznej. 
Zalicza się tu 12 opisanychgatunków z 4 rodzajów:
- Compostichomma Karsch, 1891
- Raecius Simon, 1892
- Uduba Simon, 1880
- Zorodictyna Strand, 1907

Wszystkie 4 rodzaje były wcześniej zaliczane do rodziny Zorocratidae, której nazwa została uznana przez wspominanych autorów za synonim Zoropsidae. Udubidae raz z rodziną Zoropsidae i nadrodziną Lycosoidea tworzą klad OC (od ang. oval calamistrum), charakteryzujący m.in. rozstawem szczecinek budujących grzebień przędny na planie owalnym do wielokątnego. W obrębie tego kladu Udubidae zajmują pozycję bazalną.
Pająki te pozbawione są piłkowania na ruchomym palcu szczękoczułek. Ich stopy charakteryzują trichobotria równej długości i organ tarsalny z otworem w kształcie dziurki od klucza. U samców golenie odnóży krocznych mają nieregularne, poprzeczne pęknięcia oskórka. Tylno-boczna para kądziołków przędnych jest wydłużona. Narządy rozrodcze samców wyróżnia obecność apofizy wentralnej na nogogłaszczkach i owalny przekrój poprzeczny embolusa. Samicę charakteryzuje delikatne urzeźbienie z wypukłymi wyrostkami, pokrywające oskórek wulw i, zwykle, też spermatek, a niekiedy również przewodów kopulacyjnych.
Rodzaje Uduba i Zorodictyna są endemitami Madagaskaru. Raecius zamieszkuje środkową część Afryki. Compostichomma to endemit Sri Lanki.